# Primo amore (película de 1941)
Primo amore («Primer amor» en español) es una película dramática italiana de 1941 dirigida por Carmine Gallone y con actuación de Leonardo Cortese, Vivi Gioi y Luigi Almirante.

## Reparto
- Leonardo Cortese como Pietro Redi / Peter Reed.
- Vivi Gioi como Jane Blue.
- Luigi Almirante como Girolamo Redi.
- Valentina Cortese como Nerina Redi.
- Bianca Della Corte como Celeste Redi.
- Clelia Matania como Silvia Redi.
- Osvaldo Valenti como Giovannino Cafiero.
- Giuseppe Porelli como Peppino Percoppo.
- Luigi Cimara como maestro Giacomo Asquini.
- Carlo Bressan como maestro Gargiulo.
- Guido Celano como el capitán del Flavio Gioia
- Oreste Fares como doctor Lanzara.
- Nicola Maldacea como Don Gennaro Del Pezzo.
- Dina Romano como Nannina.
- Gina Ror como Donna Concetta.
- Bella Starace Sainati como Zia Giovanna.
- Giuseppe Varni como editor Wolkoff.
- Augusto Marcacci
- Roberto Semprini